# Irajatherium
Irajatherium es un género extinto de cinodonte tritelodóntido conocido solo por la especie Irajatherium hernadezi. (Martinelli, 2005). Se llama así en honor de Irajá Damiani Pinto.
Irajatherium hernadezi es una especie conocida solo por un húmero, un fémur, dos mandíbulas y el arco dental superior incompleto, tiene dientes caniniformes y postcaninos superiores en forma de pilares caracterizados por tener una cúspide central más desarrollada, seguida por tres más pequeñas. Estos restos fósiles fueron recolectados en el municipio de Faxinal do Soturno en el geoparque de Paleorrota, Formación Caturrita, Brasil.